# Agustí Ibarra i Anguela
Agustí Ibarra Anguela (Alió, Alt Camp, 2 de març de 1911 - Barcelona, 15 d'agost de 1936) fou un prevere català. Va ser ordenat sacerdot el desembre de 1934 i destinat com a vicari a la parròquia de Sant Joan de Tarragona. El 16 de juliol de 1936 va predicar al seu poble natal sobre els seus pensaments, que giraven al voltant de la seva preocupació pels més desfavorits. Va morir afusellat a Barcelona un mes més tard. És considerat beat i màrtir per l'Església Catòlica des de la Beatificació de Tarragona. Alió li va dedicar un carrer.